# Campionats del món de ciclisme en ruta de 1926

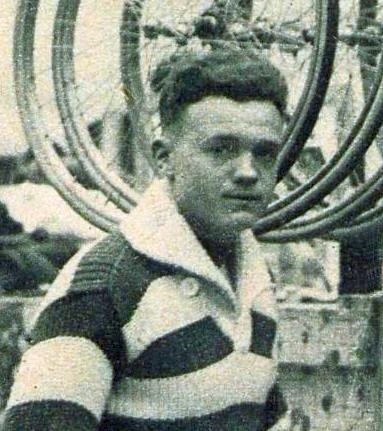
Fotografia d'Octave Dayen, vencedor de la prova.

Els Campionats del món de ciclisme en ruta de 1926 es disputaren el 29 de juliol de 1926 amb una cursa entre les ciutats italianes de Milà i Torí. Aquesta fou la darrera edició que sols disputaven ciclistes amateurs.

## Palmarès
| Proves :                 | Or                    | Or         | Plata                  | Plata | Bronze               | Bronze |
| Amateurs                 |                       |            |                        |       |                      |        |
| Cursa en línia masculina | Octave Dayen · França | 5h 57' 00" | Jules Merviel · França | -     | Pierre Polano Itàlia | -      |

## Medaller
| Posició | Estat  | Or | Argent | Bronze | Total |
| 1       | França | 1  | 1      | 0      | 2     |
| 2       | Itàlia | 0  | 0      | 1      | 1     |
| Total   | Total  | 1  | 1      | 1      | 3     |